# Sakurai

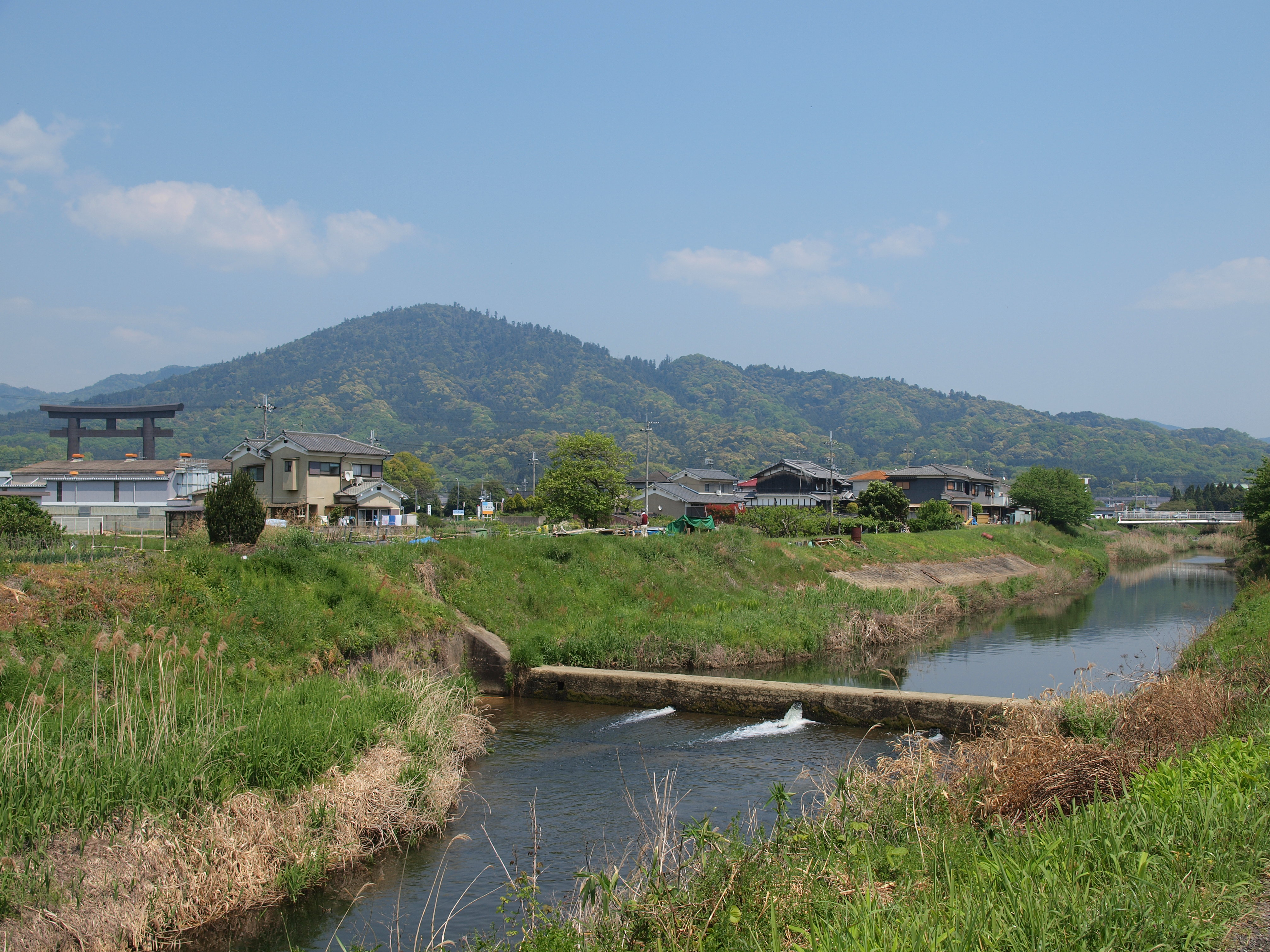
Râul Yamato din Sakurai

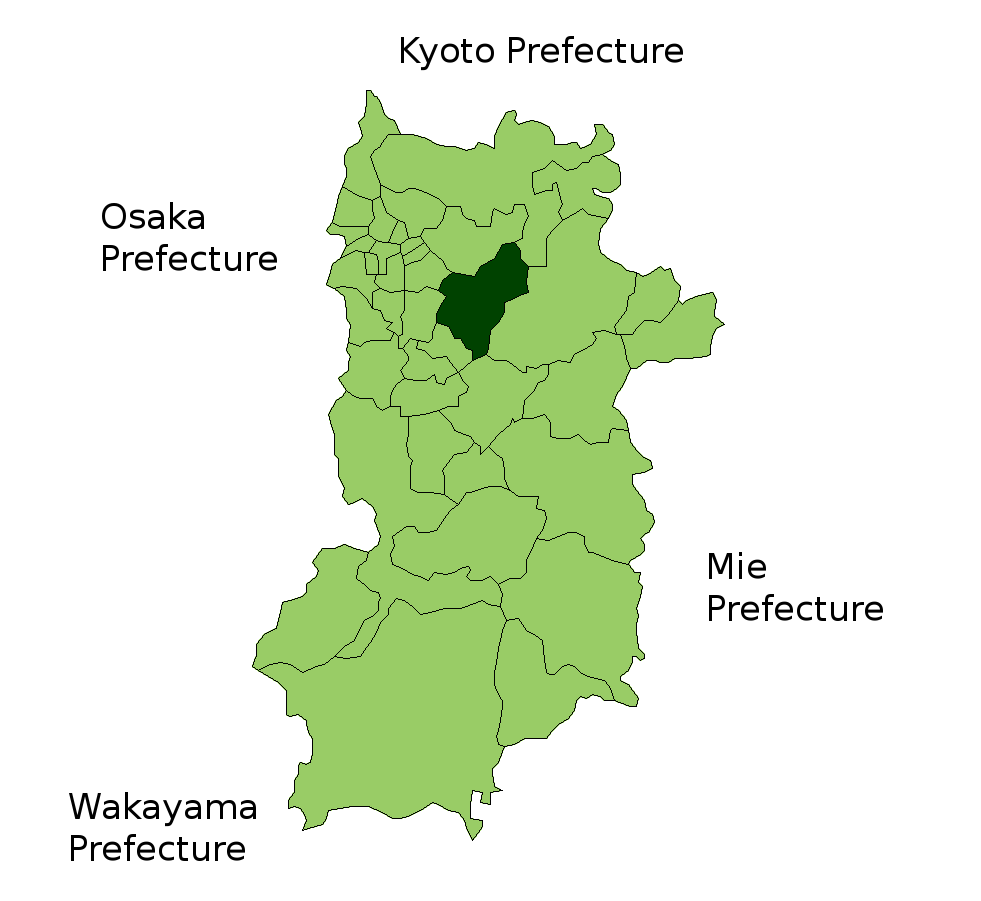

Sakurai (桜井市 Sakurai-shi?) este un municipiu din Japonia, prefectura Nara.